# Roman Gebre Selassie
Pour les articles homonymes, voir Selassié.
République fédérale démocratique d'Éthiopie
Roman Gebre Selassie (Ge'ez: ሮማን ገብረ ስላሴ) est une des 112 membres du Conseil de la Fédération éthiopien. Elle est une des 6 conseillers de l'État du Tigré et représente le peuple Tigré.
En 2003, elle est nommée resposable du département des affaires féminines de l'état régional du Tigré.